# Western Stars
Western Stars è il diciannovesimo album in studio di Bruce Springsteen, pubblicato dalla Columbia Records nel 2019.

## Storia
Anticipato dalla pubblicazione di alcune foto sui profili social dell'artista riproducenti panorami western, l'album è stato annunciato ufficialmente il 25 aprile 2019, sul sito ufficiale di Springsteen, come un album che porta la sua musica in nuovi luoghi, prendendo ispirazione dai dischi di musica pop della California del Sud degli anni a cavallo tra '60 e '70.
È stato registrato prevalentemente nello studio costruito nella residenza di Springsteen nel New Jersey, con l'aggiunta di alcune registrazioni in California e a New York.
Lo stesso Bruce Springsteen lo descrive così:
La pubblicazione dell'album è stata anticipata dall'uscita del singolo, alla mezzanotte del 26 aprile 2019, Hello Sunshine, accompagnato dal video-clip ufficiale.

## Tracce
Testi e musiche di Bruce Springsteen.
1. Hitch Hikin’ – 3:37
2. The Wayfarer – 4:18
3. Tucson Train – 3:30
4. Western Stars – 5:25
5. Sleepy Joe’s Café – 3:14
6. Drive Fast (The Stuntman) – 4:16
7. Chasin’ Wild Horses – 5:03
8. Sundown – 3:17
9. Somewhere North of Nashville – 1:52
10. Stones – 4:44
11. There Goes My Miracle – 4:05
12. Hello Sunshine – 3:56
13. Moonlight Motel – 4:16

Le 13 tracce dell'album toccano molte tematiche tipiche e profonde della scrittura americana: le autostrade sconfinate, gl'immensi deserti, l'isolamento, la comunità e l'importanza della casa e della speranza.

## Formazione
- Bruce Springsteen
- Ron Aniello - basso, tastiere e altri strumenti
- Patti Scialfa - voci e arrangiamenti vocali
- Jon Brion
- David Sancious
- Charles Giordano
- Soozie Tyrell

## Successo commerciale
Western Stars ha debuttato al secondo posto della classifica Billboard 200 (dietro Madame X di Madonna) con 66.000 unità vendute, di cui 62.000 copie pure, diventando il ventesimo album del cantante nella Top 10 statunitense. Nel Regno Unito è invece entrato in vetta alla Official Albums Chart, con oltre 45.000 copie su CD e vinile vendute nella prima settimana. Detiene il record come album maschile ad aver maggior trascorso il maggior numero di settimane in cima alla Official Americana Albums Chart, per un totale di 20 settimane. Anche in Italia ha debuttato in cima alla Classifica FIMI Album, riconfermandosi al primo posto la settimana successiva.

## Classifiche

### Classifiche settimanali
| Classifica (2019)            | Posizione massima |
| ---------------------------- | ----------------- |
| Australia                    | 1                 |
| Austria                      | 1                 |
| Belgio (Fiandre)             | 1                 |
| Belgio (Vallonia)            | 3                 |
| Canada                       | 4                 |
| Croazia                      | 1                 |
| Danimarca                    | 4                 |
| Finlandia                    | 3                 |
| Francia                      | 3                 |
| Germania                     | 1                 |
| Irlanda                      | 1                 |
| Italia                       | 1                 |
| Italia (vinili)              | 1                 |
| Norvegia                     | 1                 |
| Nuova Zelanda                | 1                 |
| Paesi Bassi                  | 1                 |
| Portogallo                   | 2                 |
| Regno Unito                  | 1                 |
| Spagna                       | 1                 |
| Stati Uniti                  | 2                 |
| Stati Uniti (americana/folk) | 1                 |
| Stati Uniti (rock)           | 1                 |
| Stati Uniti (tastemaker)     | 1                 |
| Svezia                       | 3                 |
| Svizzera                     | 1                 |

### Classifiche di fine anno
| Classifica (2019) | Posizione |
| ----------------- | --------- |
| Francia           | 85        |
| Italia            | 21        |

## Film
Il 23 luglio 2019 è stato annunciato che Springsteen avrebbe presentato in anteprima mondiale il suo film Western Stars, al Toronto International Film Festival nel settembre dello stesso anno. La pellicola è stata la prima firmata come regista da Springsteen insieme al suo storico collaboratore Thom Zimny. Nel film il cantautore, accompagnato da un gruppo di supporto e un'orchestra, esegue le canzoni dell'album omonimo da vivo. Le riprese si svolsero in due serate consecutive nell'aprile 2019 all'interno di uno storico fienile incluso nella proprietà dell'artista a Colts Neck nel New Jersey; le sequenze all'aperto furono girate al Joshua Tree National Park in California.
La pellicola fu distribuita nei cinema dalla Warner Bros. il 25 ottobre 2019. Lo stesso giorno la Columbia Records pubblicò la colonna sonora del film intitolata Western Stars. Songs from the Film.